# Tucheng (köpinghuvudort i Kina, Guizhou Sheng, lat 28,29, long 105,99)
Tucheng (kinesiska: 土城, 土城镇) är en köpinghuvudort i Kina. Den ligger i provinsen Guizhou, i den sydvästra delen av landet, omkring 190 kilometer norr om provinshuvudstaden Guiyang. Antalet invånare är 30 109. Befolkningen består av 14 764 kvinnor och 15 345 män. Barn under 15 år utgör 22,0 %, vuxna 15-64 år 65 %, och äldre över 65 år 12,0 %.